# Михаил Геновски
Михаил Попов Геновски е български юрист и политик от Българския земеделски народен съюз (БЗНС), министър на земеделието и държавните имоти през 1945 – 1946 година, народен деятел на науката.

## Произход и образование
Михаил Геновски е роден в село Левски, Плевенско, на 29 юли (16 юли стар стил) 1903 година. През 1918 година става член на БЗНС, а през 1923 година е осъден на 3 години затвор за участието си в съпротивата срещу Деветоюнския преврат. Амнистиран през 1924 година, завършва финанси и кредит в Свободния университет за политически и стопански науки (днес УНСС) в София (1924) и право в Софийския университет „Свети Климент Охридски“ (1927). През 1929 г. Академичния съвет на СУ утвърждава Правилник за докторантурата в Юридическия факултет и един от първите записали се докторанти е Михаил Геновски. Наред с адвокатската си практика за 2 години той успява да разработи и защити дисертация по един от основните институти на наказателното право – неизбежната отбрана. През 1931 г. той, заедно със съпругата си Вяра Златарева, са прогласени за първите доктори по право от Софийския университет.

## Политическа дейност
След 1927 година Геновски работи като журналист и адвокат в София, през 1927 – 1938 година е член на Постоянното присъствие на Земеделския младежки съюз. През този период той публикува книгата „Общественост и култура“, в която развива оригинални идеологически възгледи за всепроникващо влияние на кооперациите в обществения живот, доближаващо се до характерния за фашизма корпоративизъм.
Активен участник в БЗНС „Пладне“, той е съдебен защитник на някои от обвиняемите в процеса на парашутистите и подводничарите и процеса срещу Централния комитет на Българската работническа партия през 1942 година, за известно време през 1938 и 1944 година е интерниран.
След Деветосептемврийския преврат през 1944 година Михаил Геновски е организационен секретар на БЗНС и през 1944 – 1948 година е член на неговото Постоянно присъствие, между 1945 и 1990 година неколкократно е народен представител. След разцепването на БЗНС през 1945 година той е сред ръководителите на БЗНС (казионен) и за няколко месеца оглавява Министерството на земеделието и държавните имоти във второто правителство на Кимон Георгиев. Бил е редактор на в. „Земеделско знаме“.
През лятото на 1946 година, в разгара на комунистическите чистки в армията и показните процеси срещу офицери, публикува поредица статии под надслов „По кървавите следи на Ал. Стамболийски“, изпълнени с остри нападки срещу „кървавата военщина“. Участва активно в изработването на Димитровската конституция. През 1961 – 1990 година е член на Управителния съвет на БЗНС. Член е на Дружеството за ООН в България, на Президиума на научните работници, и други. През 1983 година получава званието „Герой на социалистическия труд“.

## Академична кариера и творчество
От 1947 до 1974 година Геновски е професор по теория на държавата и правото и по международно право в Софийския университет и във Висшия икономически институт „Карл Маркс“. Богатото му научно творчество дава основание през 1956 г. на Висшата атестационна комисия да го направи един от първите доктори на юридическите науки в България, а през 1967 г. е удостоен с почетното звание заслужил деятел на науката.
Автор е на множество публикации – книги и статии в областта на общата теория на правото, конституционното право, международното право и др. Освен в правната наука твори и в други области на човешкото познание. В областта на историята проф. Геновски е написал следните трудове: „Политически и правни възгледи на В. Левски“, „Пътят на земеделското движение“, очерци за видни земеделски дейци като Александър Стамболийски, Янко Забунов и др. В областта на културата проф. Геновски е написал книгата „Култура и цивилизации“, а също така и две интересни пътеписни книги: „Светът търси мира“(1946 г.) и „Стъпки по пясъка“ (1948 г.). В областта на политологията той е написал труда „Политика и право“. В областта на философията проф. Геновски е автор на трудовете: „Философско-религиозният дуализъм на богомилите“, „Човек, общество, идеи“, „Вяра и убеждение“, „Философски основи на земеделската идеология“ и др. Създал е над 50 биографски очерка. Геновски е автор и на над 800 отпечатани статии в различни обществено-политически списания и вестници.

## Личен живот
Михаил Геновски се жени през 1936 г. за Вера Златарева (1905 – 1977) – първата жена адвокат в България. От брака си имат две деца.
Михаил Геновски умира на 16 октомври 1996 година в София.

## Избрани произведения
- Геновски, Михаил. Преклонение пред ALMA MATER //  Спомени за Софийския университет. Т. 1.   София, Университетско издателство „Климент Охридски“, 1988. с. 52 – 77.